# Бу ди Пон де Ларн
Бу ди Пон де Ларн (фр. Bout-du-Pont-de-Larn) насеље је и општина у јужној Француској у региону Миди Пирене, у департману Тарн која припада префектури Кастр.
По подацима из 2011. године у општини је живело 1127 становника, а густина насељености је износила 147,71 становника/km². Општина се простире на површини од 7,63 km². Налази се на средњој надморској висини од 311 метар (максималној 512 m, а минималној 218 m).

## Демографија
| 1962. | 1968. | 1975. | 1982. | 1990. | 1999. | 2011. |
| ----- | ----- | ----- | ----- | ----- | ----- | ----- |
| 596   | 611   | 538   | 759   | 1.053 | 1.070 | 1.127 |

График промене броја становника у току последњих година